# غاو ميش غلي
غاو ميش‌ غلي هي قرية في مقاطعة مياندوآب، إيران. عدد سكان هذه القرية هو 1,679 في سنة 2006.